# Béla Kerékjártó

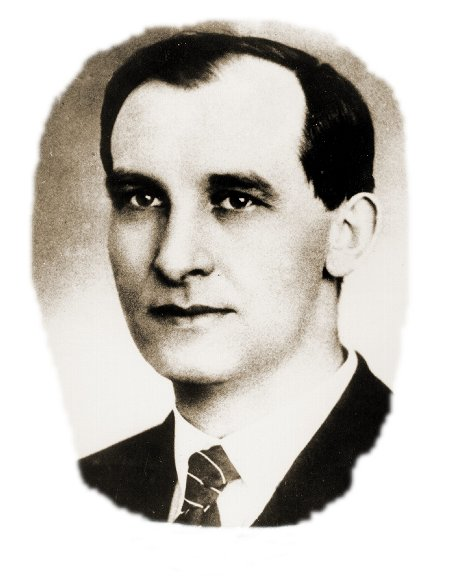
Béla Kerékjártó

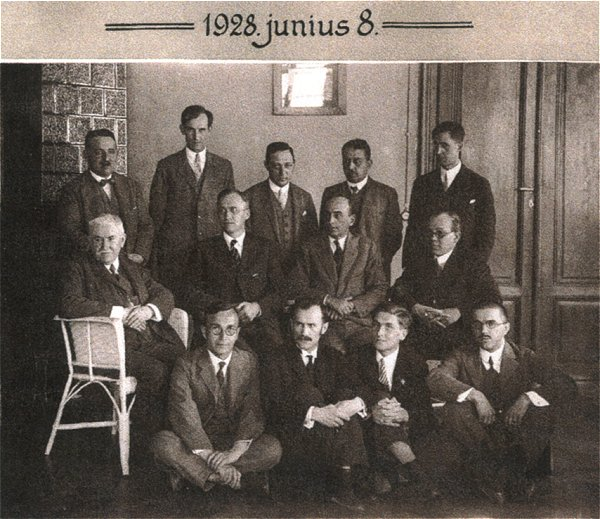
Béla Kerékjártó an einer Konferenz in Szeged, 1928 (stehend, zweiter von links)

Béla Kerékjártó (* 1. Oktober 1898 in Budapest; † 26. Juni 1946 in Gyöngyös) war ein ungarischer Mathematiker, der sich vor allem mit Topologie (Mathematik) und Geometrie beschäftigte.

## Leben
Kerékjártó studierte an der Universität Budapest. Ab 1922 lehrte er als Privatdozent und ab 1925 als Professor an der Universität Szeged, war aber zu langen Gastaufenthalten in Göttingen und Princeton. Ab 1938 war er Professor in Budapest. 1934 wurde er korrespondierendes und 1945 ordentliches Mitglied der Ungarischen Akademie der Wissenschaften.
Kerékjártó arbeitete auf dem Gebiet topologischer Transformationen und Transformationsgruppen und schrieb eines der ersten Lehrbücher der Topologie (mit Oswald Veblen, Solomon Lefschetz), von dem allerdings Hans Freudenthal sagte: „es war kein gutes Buch und niemand las es deshalb“.

## Schriften
- Vorlesungen über Topologie Band 1 Flächentopologie. Springer, Grundlehren der mathematischen Wissenschaften, 1923
- Les fondements de la géométrie. Band 1. La construction élémentaire de la géométrie euclidienne. Gauthier-Villars 1955
- Les fondaments de la géométrie Band 2, Geometrie projective. Gauthiers Villars 1966

## Anmerkung
1. ↑  Freudenthal zu Kerékjártó in Dictionary of Scientific Biography

| Personendaten    | Personendaten            |
| ---------------- | ------------------------ |
| NAME             | Kerékjártó, Béla         |
| KURZBESCHREIBUNG | ungarischer Mathematiker |
| GEBURTSDATUM     | 1. Oktober 1898          |
| GEBURTSORT       | Budapest                 |
| STERBEDATUM      | 26. Juni 1946            |
| STERBEORT        | Gyöngyös                 |